# AC Oulu
Der AC Oulu ist ein finnischer Fußballverein aus Oulu. Die Klubfarben sind blau-weiß. In der Saison 2009 gelang der Aufstieg in die höchste Spielklasse Finnlands, die Veikkausliiga. Aufgrund von Lizenzproblemen wurde dem Verein für die Saison 2011 die Startberechtigung entzogen und er startete deswegen in der zweithöchsten Spielklasse, der Ykkönen.

## Allgemeines
Der Klub wurde als eigenständiger Fußballverein auf Initiative der lokalen Klubs Oulun Työväen Palloilijat, Oulun Palloseura, Oulun Luistinseura und Tervarit Oulu im Jahr 2002 gegründet, um die Kräfte innerhalb der nordfinnischen Stadt zu bündeln und eine schlagkräftige Mannschaft zu etablieren. Bereits in den 1990er Jahren hatten sich die finanziell angeschlagenen Oulun Työväen Palloilijat und Oulun Luistinseura zum FC Oulu zusammengeschlossen, das Projekt war jedoch im Konkurs des neu gegründeten Klubs und der Etablierung der beiden Vorläufer im unterklassigen Ligabereich geendet. Auch Oulun Palloseura, in den Spielzeiten 1979 und 1980 noch finnischer Meister, war Mitte der 1980er Jahre in den unterklassigen Ligabereich abgerutscht, so dass Tervarit Oulu nach dem Aufstieg in die zweitklassige Ykkönen führender lokaler Klub war, dort aber auch mit finanziellen Problemen zu kämpfen hatte.
Der AC Oulo übernahm das Startrecht von Tervarit Oulu in der Ykkönen und stieg als Vizemeister der Spielzeit 2006 hinter FC Viikingit in die Veikkausliiga auf. Als Schlusslicht der Erstligaspielzeit 2007 folgte jedoch der direkte Wiederabstieg. Nach zwei weiteren Jahren Zweitklassigkeit wurde der AC Oulu 2009 Meister der Ykkönen und stieg damit wieder in die höchste Spielklasse auf. Zwar belegte der Klub in der Spielzeit 2010 den elften Platz, erhielt aber keine Erstliga-Lizenz für die folgende Saison. Anschließend etablierte er sich in der Ykkönen, ehe er als Meister der Spielzeit 2020 erneut ins finnische Oberhaus zurückkehrte. Am Ende der Veikkausliiga-Spielzeit 2021 schaffte die Mannschaft in der Relegation nach einer 1:2-Hinspielniederlage gegen Rovaniemi PS mit einem 2:0-Heimspielerfolg im Rückspiel den Klassenerhalt. In der folgenden Saison zog sie in die Play-off-Runde zur nationalen Qualifikation für die UEFA Europa Conference League ein, schied aber in der zweiten Runde nach Verlängerung gegen Vaasan PS den Kürzeren.
Seit 2011 spielt der Verein im renovierten Raatin Stadion, zuvor trat die Mannschaft im Castrenin urheilukeskus an. Der Klub hat einen umstrittenen Stadionneubau beim Heinäpään urheilukeskus angekündigt, der 13 Millionen Euro kosten soll.

## Bekannte Spieler

### Vom Vorgängerverein Oulun Palloseura
- Aki Lahtinen, ehemaliger Legionär bei Notts County in England, zweimal finnischer Spieler des Jahres (1980, 1981)
- Seppo Pyykkö, ehemaliger Legionär bei Bayer Uerdingen in Deutschland, 1979 Spieler des Jahres in Finnland

### Vom aktuellen AC Oulu
- Jarkko Hurme, ehemals unter anderem in der Serie A
- Mika Nurmela, ehemals unter anderem in Fußball-Bundesliga, in der Eredivisie und der Fotbollsallsvenskan, 71facher finnischer Nationalspieler
- Matias Ojala, mit 15 Jahren, fünf Monaten und 12 Tagen jüngster Spieler der Vereinsgeschichte